# Michi Gaigg
Répertoire
Musique baroque, musique classique
Michi Gaigg, née le 22 avril 1957 à Schörfling am Attersee,, est une violoniste et cheffe d'orchestre autrichienne.

## Formation
Michi Gaigg a été influencée par Nikolaus Harnoncourt durant ses études au Mozarteum de Salzbourg,.
Elle a ensuite continué sa formation au violon baroque auprès d'Ingrid Seifert et de Sigiswald Kuijken,.

## Carrière
Michi Gaigg a travaillé avec Frans Brüggen, Christopher Hogwood, René Jacobs, Ton Koopman et Hermann Max. 
En 1983, elle fonde à Munich l'ensemble L'Arpa Festante dont elle assure la direction jusqu'en 1995, avant de retourner en Autriche où elle fonde L'Orfeo Barockorchester en 1996 avec la hautboïste Carin van Heerden,. L'Orfeo Barockorchester a compté initialement de 15 à 17 musiciens pour évoluer ensuite vers 25 musiciens.
Michi Gaigg enseigne depuis 1994 le violon baroque à l'Université privée de musique Anton Bruckner et dirige le festival de musique ancienne des Donaufestwochen dans la région du Strudengau,.

## Répertoire
Avec ses ensembles L'Arpa Festante et L'Orfeo Barockorchester, Michi Gaigg consacre une attention particulière aux compositions injustement oubliées des XVIIe et XVIIIe siècles,.
Elle met particulièrement l'accent sur la musique autrichienne et sur celle du sud de l'Allemagne :
- Benedikt Anton Aufschnaiter, compositeur baroque autrichien (1665-1742)
- Georg Mathias Monn et Georg Christoph Wagenseil, deux compositeurs autrichiens représentatifs de l'École préclassique de Vienne
- Ignaz Holzbauer et Anton Fils, compositeurs appartenant à l'École de Mannheim

## Discographie

### Avec l'ensemble L'Arpa Festante
- 1991 : Lully in Deutschland
- 1993 : Vêpres aux Jésuites de Marc-Antoine Charpentier, avec Michel Corboz
- 1996 : Symphonies de Georg Mathias Monn

### Avec l'ensemble L'Orfeo Barockorchester
- 1997 : Symphonies (WV 351, 413, 418, 438, 441) de Georg Christoph Wagenseil
- 1998 : Serenades de Benedikt Anton Aufschnaiter
- 1998 : Five Symphonies d'Ignaz Holzbauer
- 2002 : Symphonies d'Anton Fils
- 2004 : Symphonies & Overtures de Josef Mysliveček
- 2011 : Five Symphonies de Christoph Willibald Gluck
- 2012 : Hoffnung des Wiedersehens, cantates profanes et arias de Georg Philipp Telemann avec la soprano Dorothee Mields
- 2015 : Kantaten für Solo-Sopran de Jean-Sébastien Bach avec la soprano Dorothee Mields